# Moros (fiume)
Il Moros (Moroz in bretone) è un corso d'acqua francese che scorre nel sud del dipartimento di Finisterra in Bretagna.

## Idronimo
Il termine Moros significa, in lingua bretone, "porto in cui si mettono in acqua le barche" (Moran significa in bretone "mettere in acqua una barca").

## Descrizione
Il fiume nasce nel comune di Melgven in località Kerniouarn vicino a Rosporden ad un'altitudine di 131 metri sul livello del mare. Scorre quindi per 16,61 chilometri in direzione sud-sud-est guadagnando le acque dell'oceano Atlantico presso Concarneau dopo averne attraversato il porto.
Giungendo a Concarneau, il fiume esegue una grande ansa verso sinistra e forma uno specchio d'acqua trattenuto da una diga realizzata sotto il ponte di attraversamento della D783. Le acque in eccesso del fiume vengono quindi canalizzate sulla riva destra e vengono poi fatte confluire nella darsena costruita sul suo antico letto durante i lavori di ingrandimento del porto all'inizio degli anni 60.
Le sue rive, scoscese e boscose, hanno un'apparenza selvaggia.